# GNU Privacy Guard
Chương trình GNU Privacy Guard (GnuPG hay là GPG) là một phần mềm tự do được viết nhằm mục đích thay thế bộ phần mềm mật mã hóa PGP và được phổ biến với giấy phép GNU General Public Licence. Chương trình GPG nằm trong dự án GNU của Tổ chức Phần mềm Tự do (Free Software Foundation). Chương trình GPG hoàn toàn tuân theo các tiêu chuẩn OpenPGP của IETF và được sự ủng hộ của chính phủ Đức. Các phiên bản hiện hành của bộ phần mềm PGP (và chương trình Filecrypt của hãng Veridis) có thể hoạt động chung với GPG và các hệ thống tuân theo tiêu chuẩn OpenPGP khác. Mặc dù một số phiên bản cũ của bộ phần mềm PGP cũng có thể hoạt động chung với PGP, một phần các khả năng đặc trưng của các phiên bản mới không được hỗ trợ. Vì lý do này, người sử dụng cần lưu ý các điểm xung khắc đó để có thể tránh chúng.

## Lịch sử
Vào lúc đầu, GnuPG được phát triển Werner Koch. Phiên bản 1.0.0 được phát hành vào ngày 7 tháng 9 năm 1999. Bộ Liên Bang Kinh Tề và Kỹ thuật của nước Đức cung cấp chi phí cho việc thi hành tài liệu của chương trình và mang chương trình qua hệ điều hành Microsoft Windows vào năm 2000.
Chương trình GnuPG tuân theo tiêu chuẩn OpenPGP, do đó lịch sử của OpenPGP không kém phần quan trọng trong quá trình phát triển của GnuPG.
Phiên bản 1.4.5 trong nhánh ổn định của chương trình GnuPG được phát hành vào ngày 1 tháng 8 năm 2006 . Phiên bản 1.9.20 trong nhánh đang phát triển của chương trình GnuPG với hỗ trợ S/MIME được phát hành vào ngày 20 tháng 12 năm 2005.